# Раудиве, Константин
Константи́н Ра́удиве (латыш. Konstantīns Raudive; 30 апреля 1909, Осуньская волость, Двинский уезд, Витебская губерния — 2 сентября 1974, Бад-Кроцинген, Баден-Вюртемберг, ФРГ) — латвийский писатель и философ. Ученик Карла Юнга.

## Биография
Константин Раудиве родился 30 апреля 1909 года на хуторе Бишукалны в деревне Малые Барановцы Осуньской волости Двинского уезда Витебской губернии (ныне Баринауцы, Кеповская волость, Краславский край).
В 1930 году выехал из Латвии: изучал философию и историю литературы в университетах Парижа (1930—1932), Мадрида (1932—1934) и Эдинбурга (1934—1936).
В 1936 году, вернувшись в Латвию, получил стипендию, чтобы переводить «Дон Кихота» и другие произведения испанских авторов на латышский язык. Его называли «посланником испанского духа» за то, что он пытался построить мост между Латвией и Испанией.
В это время он встретил доктора филологии Зенту Мауриню, которая стала его женой. Зента Мауриня с пяти лет была прикована к инвалидному креслу, известна как писатель и эссеист.
В 1937—1944 годах Раудиве жил и работал в Латвии, где получил известность как философ, писатель и переводчик испанской литературы. Как раз в тот момент, когда он поручил архитектору построить дом для них с Зентой, они были вынуждены спасаться бегством от наступающих советских войск.

### Эмиграция
Почти два года Константин вместе с женой-инвалидом скитался по Европе. В конце 1946 года они остановились в Уппсале (Швеция), где местный университет предложил обоим профессорскую должность. До эмиграции Раудиве не знал ни слова по-немецки. Имевший способности к языкам, он выучил этот язык за удивительно короткое время. Помимо латышского и русского, являвшихся родными языками, он владел испанским и французским, позднее также немецким и шведским.
В 1946 году Раудиве переехал в Германию. В Бад-Кроцингене он снял небольшой дом вместе с садом, где оставался с Зентой Мауриней до своей смерти в 1974 году.

### Исследования феномена электронного голоса
Константин Раудиве получил мировую известность своими исследованиями в области феномена электронного голоса (ФЭГ), однако и до 1965 года, до того как он вплотную занялся феноменом голосов, он был известен как писатель романов и автор философских книг. Наиболее известными из его произведений являются «Asche und Glut», «Der Chaosmensch und seine Überwindung», «Helligkeit und Zwielicht», «Lebenshunger» и трилогия «Die Memoiren des Sylvester Perkons».
Его перу принадлежат две важные книги, касающиеся феномена электронных голосов.
- Первая, «Unhörbares wird hörbar» («Неслышимое становится слышимым»), вышла в Германии в 1968 году вместе с фонографической записью, содержащей примеры голосов. В Англии эта книга была опубликована в 1971 году под названием «Breakthrough» («Прорыв»), в Италии в 1973 году — «Voci dall’Alddida».
- Его второй книгой, посвящённой магнитофонным голосам, является «Überleben wir den Tod ?» («Переживаем ли мы смерть?»), которая поступила в продажу в 1973 году. Она была опубликована в Италии несколькими годами позже под заголовком «Sopraviviamo dopo la morte?».
- Третья книга, «Der Fall Wellensittich» («Случай с волнистым попугаем»), была издана посмертно в 1975 году.

Кроме своих книг, Раудиве оставил после себя большое количество магнитофонных записей и протоколов. Одна их часть была отправлена в архив в Англии, другая хранится в мемориальной комнате, посвящённой К. Раудиве и З. Маурине, в латышской гимназии в Мюнстере (Вестфалия), где посетители могут не только увидеть, но и послушать их.